# 다마스쿠스 함락
다마스쿠스 함락(아랍어: معركة دمشق, Fall of Damascus)은 2024년 12월 8일 알아사드 가문의 통치를 받던 시리아의 수도 다마스쿠스가 시리아 반군에 의해 함락된 사건이다. 시리아 반군 중 하나인 남부 작전실은 7일 남진하여 리프디마슈크주로 진입, 수도 다마스쿠스에서 20 km 이내에 진입했다. 시리아 정부군은 시내 외곽의 여러 거점에서 철수했다. 다마스쿠스로의 진격과 동시에 북부의 반군 레반트 해방위원회와 튀르키예의 지원을 받는 시리아 국민군은 홈스로 공세를 개시했고, 혁명의용군은 동남쪽에서 수도를 향해 진격했다. 12월 8일 들어 반군은 시내 바르제 지역에 진입했다. 러시아 국영 언론을 포함한 여러 보도에 따르면 바샤르 알아사드 대통령은 항공편으로 다마스쿠스를 떠나 모스크바로 망명했다. 이에 따라 아사드 정권의 몰락이 발생했다.

## 배경
시리아에서 발생한 내전은 국가적으로도, 개인적으로도 광범위한 해외의 개입이 발생한 다방면의 분쟁이다. 내전이 일어난 주요 원인은 2011년 발생한 아랍의 봄 이후 등장한 바샤르 알아사드 정부를 향한 불만이다. 시리아 내전은 크게 보면 4개 세력이 서로 교전하고 있는데 각각 시리아 아랍 공화국 정부군, 시리아 반군, 로자바 쿠르드족, 살라피 지하디스트 세력이다. 시리아 아랍 공화국은 러시아, 이란, 이라크의 지원을 받는다. 살라피 지하디스트는 알카에다 및 [[ISIL]]와 연계된 테러 조직이다.

## 전조
2024년 11월 시리아 반정부군이 알레포를 점령한 후 시리아 국가안보국장 호삼 루카가 이끄는 세력이 아사드 정부를 상대로 쿠데타를 일으켰다는 보도가 나왔다. 시리아군 총사령부와 시리아 주재 이란 대사인 호세인 아크바리 모두가 이 보도를 부인했다.
하마 함락 이후 정부군은 동부 구타 오아시스와 두마, 하라스타 등 다마스쿠스를 지나는 길목에 병력을 재배치하기 시작했다.
이란은 12월 6일 새벽 시리아에서 병력을 철수하기 시작하여 이슬람 혁명 수비대(혁수대) 쿠드스군 최고사령관이 철수했으며 다마스쿠스에 있는 이란 대사관과 시리아 전역의 혁수대 기지에도 긴급 대피를 명령했다. 대피한 이란인은 레바논과 이라크로 향했다. 중화인민공화국도 시리아에 주재중인 자국민 철수를 적극 지원했다.
12월 7일 아침까지 반정부군은 다라주와 수와이다주 대부분을 점령하고 일부 친정부군에 다마스쿠스로 향하는 안전통로를 보장했다.

## 전개
12월 7일 시리아 반정부군은 다마스커스 외곽 여러 마을을 점령하고 다마스쿠스를 포위하기 시작했다고 발표했으며 반군 사령관인 하산 압델 가니는 "우리 군은 수도 다마스쿠스를 포위하는 마지막 단계에 들어서기 시작했습니다"라고 말했다. 반군은 다마스쿠스에서 남쪽으로 20 km 떨어진 길목 마을인 사나마인을 점령하고 수도를 포위하기 시작했다.
리프디마슈크 지역에서는 정부군이 아살알와르드, 야브루드, 플리타, 나세리야, 아르투즈 마을에서 후퇴했으며 반정부군은 다마스쿠스 10 km 이내로 들어왔다. 시리아 정부는 도시 외곽 진지에서 철수했다는 보도에 대해 부인했다. 저녁 무렵 정부군은 자라마나, 카타나, 무아다미얏알샴, 다라야, 키스와, 두마이르, 다라, 메제흐 공군기지 등 다마스쿠스 외곽 인근 지역 마을에서 철수했다.
시리아인권관측소(SOHR)에 따르면 시리아 반군은 다마스쿠스 교외의 자라마나, 무아다미얏알샴, 다라야에서 활동을 관측했으며 동쪽에서 하르스타를 향해 행군중이라고 발표했다. 자라마나 중앙광장에서 시위대가 하페즈 알아사드의 동상을 무너뜨렸다. 저녁에는 정부군이 대규모 시위가 일어난 여러 교외지역에 철수했다고 알려졌다.
남부전선군이 다마스쿠스 교외로 진격하면서 시리아 자유군은 팔미라와 다라야를 점령한 후 북쪽에서 다마스쿠스를 향해 접근중이라는 보고가 들어왔다.
《가디언》 지에서 시리아 경찰과 군대가 다마스쿠스 거리에서 제복을 벗어버린 모습을 촬영한 비디오가 공개되었으며 《AP 통신》 기자는 다마스쿠스 외곽 도로를 따라 무장한 주민이 돌아다니고 도시의 주요 경찰본부 건물이 버려진 상태라고 보도했다. 수도의 중앙광장에서는 전차의 움직임이 보고되었고 모스크에서는 "신은 위대하다"라는 외침이 울러퍼졌다.
밤 동안 반군은 다마스쿠스의 고위 정부관료와 군 장교로 구성된 여러 "사람들"이 반정부군으로 투항하는 상태라고 발표했다. 같은 날 밤 세드나야 교도소를 반정부군이 점령하면서 수감자들이 석방되었다. 친정부 샴 FM 라디오는 다마스쿠스 공항에 대피령이 내려지고 모든 항공편이 운항을 중지했다고 보도했다.
12월 8일 새벽 시리아인권관측소는 정부군이 다마스쿠스 공항에서 민항 비행기가 출항한 후 정권이 붕괴되었다는 상부의 통보를 받고 사실상 해체되는 중이라고 보고했다. 같은 날 타흐리르 알샴과 시리아 국민군이 홈스를 점령하면서 다마스쿠스는 아사드의 해안 거점인 타르투스와 라타키아와 완전히 단절되어 고립되었다.
12월 8일 반군이 다마스쿠스를 완전히 점령했고 바샤르 알아사드는 망명했다. 반정부군 인사들은 시리아 국영 텔레비전을 통해 승리를 방송했다. 동시에 모함마드 가지 알잘라리 총리는 반정부군에 "손을 내밀 준비가 되어있다"고 발표했다. 시리아군 지휘부는 두 가지 상반된 성명을 발표했는데 하나는 패배를 인정하는 성명이고 다른 하나는 특히 홈스, 다라, 하마에서 "테러단체"와의 전쟁을 계속하겠다는 내용이었다.

### 바샤르 알아사드의 행방
12월 7일 시리아 국영 언론은 바샤르 알아사드 시리아 대통령이 다마스쿠스를 떠났다는 주장을 부인했다. 하지만 아사드가 평소 참여했던 다마스쿠스 어느 곳에서도 보이지 않았고 대통령 경호원도 평소 아사드의 거주지에 배치되지 않았다는 것이 확인되었다. 반군도 아사드의 위치를 찾으러 시도했으나 그의 행방에 대한 명확한 정보를 얻지 못했다. 시리아 고위장교는 나중에 아사드가 비행기를 타고 다마스쿠스를 떠났다는 보고서를 공유했으며 러시아가 이 정보를 확인했다.
12월 8일 러시아 국영 언론은 아사드와 그 일가가 모스크바로 피난해 러시아로의 망명을 허가받았다고 보도했다. 크렘린 대변인은 12월 9일 블라디미르 푸틴 러시아 대통령이 "개인적으로 아사드의 망명을 허가했다"고 확인했다. 대변인은 푸틴이 아사드를 만날 계획은 없다며 아사드의 구체적인 행방에 대해서는 말하길 거부했다.

## 여파
반군의 다마스쿠스 점령 이후 이란 대사관, 아사드 사유지, 관공서 등 수도 여러 곳이 약탈되었고 시리아 중앙은행은 포위되었으며 다마스쿠스 대통령궁의 접견실은 불에 탔다. 시리아 전역에서 하페즈 알아사드의 동상이 무너졌다. 러시아와 중국 대사관은 별다른 피해를 입지 않았다. 반군은 무장 반군의 존재와 수도의 혼잡한 교통량 등으로 인해 13시간 동안 통행금지령을 발표했다. 시리아 국영 텔레비전은 반군 하의 통제로 들어가 방송을 재개했다.
이스라엘은 헤즈볼라로 향하는 무기를 막는다는 목적으로 다마스쿠스의 메제흐 공군기지를 폭격했다. 그 외 카프르수사 지구에 있는 미사일 개발에 사용된다고 추정되는 이란 연구 센터도 표적으로 공습을 받았다. 또한 이스라엘군은 국경을 넘어 시리아를 침공해 시리아 정부군이 포기했던 국경 인접 영토를 점령했다.
소식통에 따르면 시리아 과도정부는 2024년 12월 9일까지 정권을 이양받아 수습하기로 합의했다고 발표했다.

## 반응
- 독일: 아날레나 베르보크 외무장관은 아사드 정권의 종말을 "시리아 수백만 국민에게 큰 안도감"이라 말하며 "시리아가 다른 급진파의 손에 넘어가서는 안된다"고 밝혔다.[51]
- 러시아: 러시아는 자국민에게 시리아를 떠나라고 요구한 후 러시아 대사관이 다마스쿠스 함락 이후에도 모든 직원이 안전한 상태라고 발표했다.[52] 러시아 외교부는 "시리아 반정부군의 모든 세력"과 접촉중이라고 밝혔지만 협상에 있어서 별다른 안을 내진 않았다고 밝혔다.[42]
- 미국: 백악관은 "바이든 대통령과 내각진이 시리아의 특별한 사건을 면밀히 주시중이며 지역 파트너와 지속적으로 연락하는 중이다"고 밝혔다.[53] 12월 8일 조 바이든 미국 대통령은 국민을 대상으로 한 텔레비전 연설에서 "마침내 아사드 정권이 붕괴되었습니다. 이 정권은 말 그대로 수십만 명의 무고한 시리아인을 잔인하게 고문하고 살해했습니다. 정권 몰락이 근본적인 정의 실현입니다."라고 말했다.[54]
- 영국: 키어 스타머 총리는 "시리아 국민은 아사드의 야만적인 정권 아래에서 너무 오랫동안 고통받았으며 그의 퇴진을 환영한다. 이제 초점은 정치적 해결책을 통해 평화와 안정을 회복하는 데 있다"고 밝혔다.[55][56]
- 유럽연합: EU 외무정책 책임자인 카야 칼라스는 아사드 통치의 종식이 "긍정적이고 오랫동안 기다렸던 발전"이라며 지역 장관과 긴밀히 접촉중이라고 밝혔다. 또한 시리아 재건은 "매우 길고 복잡한 길"이라고 강조했다.[51]
- 유엔: 시리아 특사 계이르 오토 페데르센은 제네바에서 "질서 있는 정치 권력 이양"과 유엔 안전 보장 이사회 결의 제2254호 이행을 위한 긴급회담을 촉구했다.[36]
- 이란: 외무부는 대사관 직원이 전원 성공적으로 대피한 상태라고 밝혔다.[57]
- 인도네시아: 인도네시아 외교부는 12월 9일 다마스쿠스에 있는 인도네시아 대사관이 반군의 총탄 공격을 받아 경미한 피해를 입었다고 밝혔다. 이번 공격으로 인한 사망자 및 부상자는 없었다. 외교부는 시리아에 주재중인 인도네시아 국민에게 침착하게 대응하고 거주지 밖으로 나가지 말아달라고 요청했다.[58]
- 중화인민공화국: 외무부는 "시리아의 상황 전개를 면밀히 주시하고 있으며 시리아가 가능한 한 안정되길 원한다"라고 밝히며 모든 당사자에게 시리아 주재 중국인의 안전을 보장해 달라고 밝혔다.[23]
- 카타르: 셰이크 모함메드 빈 압둘라흐만 알 타니 외무장관은 아사드가 이전의 소강상태에서 시리아의 근본적인 문제를 해결하지 않았다고 비판하며 "아사드는 국민과의 관계를 다시 회복할 수 있는 기회를 제대로 잡지 못했다"고 말했다.[36]
- 캐나다: 쥐스탱 트뤼도 총리는 아사드 독재정권의 몰락이 "수십년 간의 잔인한 억압을 끝냈다"고 말했고 캐나다는 이런 변화를 면밀하게 지켜보는 중이라고 밝혔다.[59]
- 프랑스: 에마뉘엘 마크롱 대통령은 자신의 소셜 미디어에 "마침내 야만적 국가가 무너졌습니다. 시리아 국민과 그들의 용기, 인내심에 경의를 표합니다"라고 말했다. 또한 마크롱은 프랑스가 중동의 안보를 위해 계속 헌신할 것이라고 말했다.[51]

## 분석
러시아의 정치과학자 안드레이 코르투노프는 다마스쿠스 사태를 2021년 탈레반의 카불 함락과 비교해 아프가니스탄의 대통령 아슈라프 가니처럼 아사드가 시리아인을 통합하고 국가적 화해를 이루는 데 실패했다고 분석했다. 저널리스트 비탈리 리움신은 이 비교를 그대로 가져오긴 했지만, 시리아에 대한 경제 제재와 석유 자원 통제권을 미국과 쿠르드족에게 빼앗긴 것이 개혁 부재의 원인이라고 주장하며 아사드 정부를 일부 옹호했다. 또한 가니는 정치적, 군사적 약점이 분명하게 보였지만 아사드는 시리아의 지배적인 권력자처럼 보였기 때문에 이 붕괴가 "더욱 믿을 수 없다"고 지적했다.

## 같이 보기
- 시리아 내전 연표 (2024년 11월~현재)
- 이스라엘의 골란 고원 점령
- 사이공 함락
- 프놈펜 함락
- 모술 함락
- 카불 함락 (2021년)
- 2024년 이스라엘의 시리아 침공